# Lacticínios
Os 

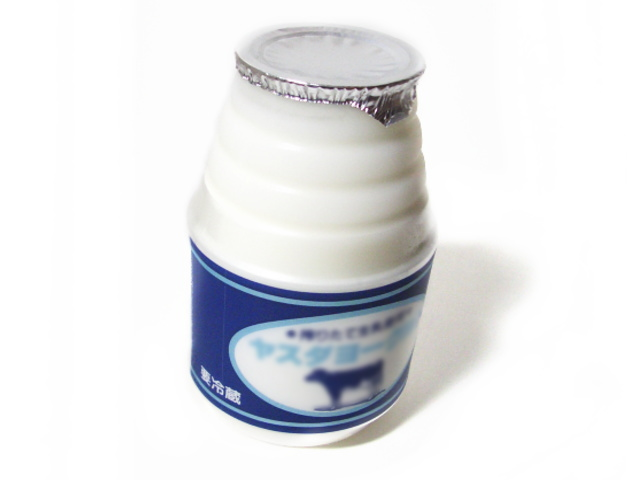
Os lacticínios (ou laticínios) são produtos altamente perecíveis que devem manter rigorosamente a cadeia de frio, sendo por esta razão que suas embalagens são especialmente desenhadas para conservá-los.

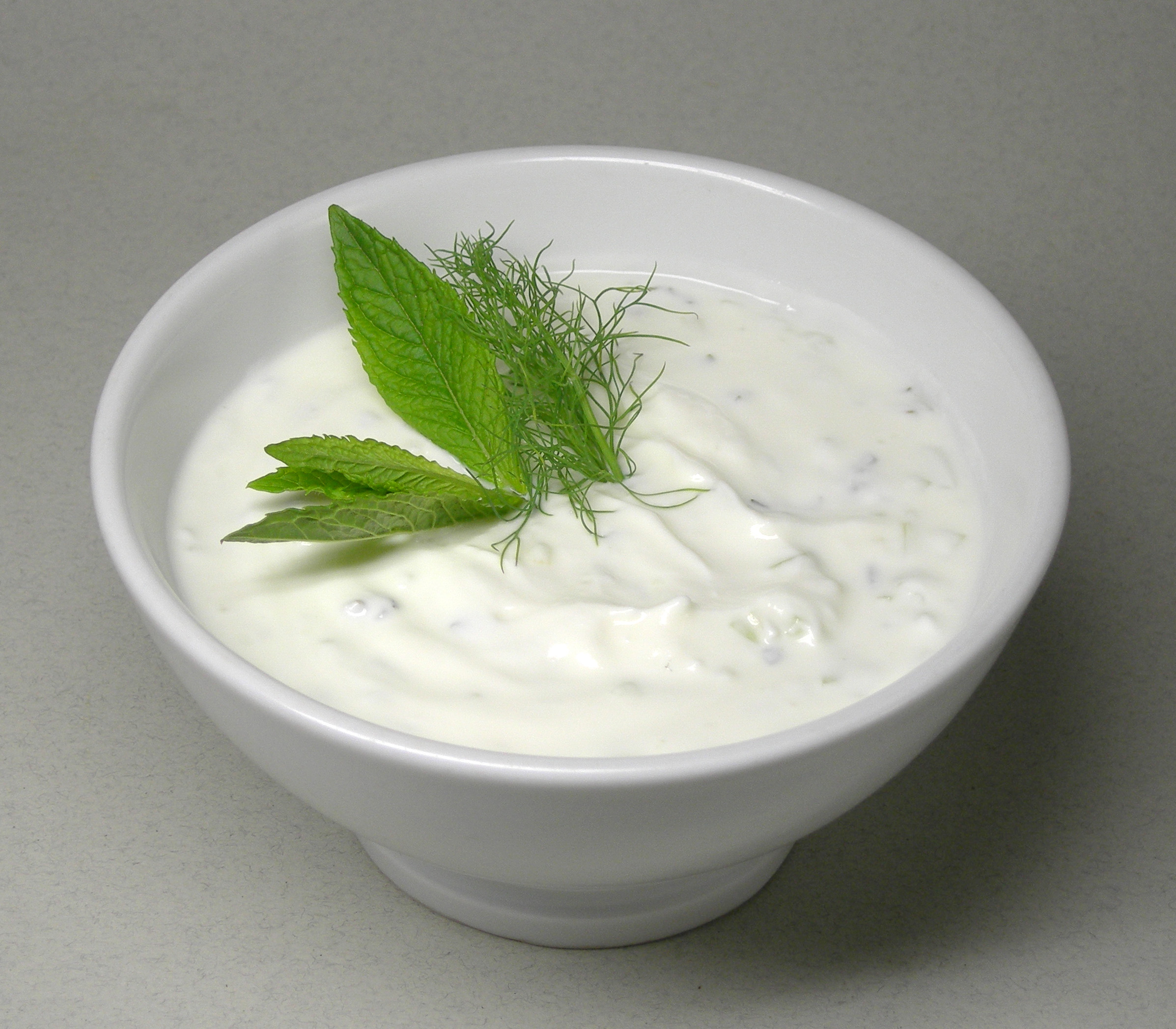
Os lacticínios (ou laticínios) caracterizam-se pelas texturas suaves e cremosas (na ilustração um cacık turco).

lacticínios (português europeu) ou laticínios (português brasileiro) (AO 1990: lacticínios ou laticínios)
, também denominados produtos lácteos, são o grupo de alimentos que inclui o leite, assim como os seus derivados processados (geralmente fermentados). As fábricas que produzem estes alimentos pertencem à indústria de laticínios e caracterizam-se pelo manejo de um produto altamente perecível, como o leite, que deve ser mantido sob vigilância e analisado corretamente durante todos os passos da cadeia de frio até sua chegada ao consumidor.
A maior parte do leite empregado na elaboração de laticínios é o leite de vaca, embora também se possa consumir o leite procedente de outros mamíferos, como a cabra, a ovelha e, em alguns países, o búfalo, o camelo, a iaque e a égua, dentre outros animais. Atualmente, a maior parte dos alimentos funcionais são elaborados a partir de produtos lácteos. O consumo dos lacticínios experimenta, desde a década de 1950, um grande crescimento mundial que levou a indústria a superar consideráveis obstáculos tecnológicos. Entre 479 milhões de toneladas em 2001 e cerca de 589 milhões de toneladas atualmente consumidos durante o ano, o leite e seus derivado é o alimento mais consumido no mundo.

## História

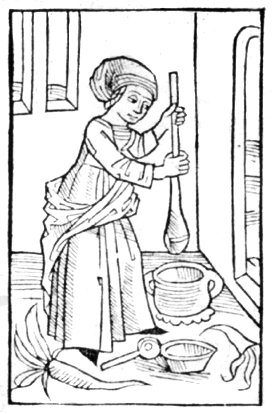
Mulher fazendo manteiga

Os produtos lácteos são conhecidos há milênios, e é bastante provável que sejam usados para consumo humano desde os tempos das antigas tribos nômades, devido à grande disponibilidade de leite dos rebanhos que eram deslocados junto com as populações humanas. A elaboração de certos laticínios como o queijo associa-se na cultura popular aos costumes culinários dos pastores de gado. Alguns autores mencionam que o mesmo pode ter acontecido com a fermentação do leite que se armazenava em vasilhas elaboradas como os estômagos dos animais. Os laticínios e o leite se desenvolveram historicamente naquelas populações, ou comunidades humanas, que evoluíram fisicamente para manter, na idade adulta, uma melhor capacidade de digestão do principal açúcar do leite: a lactose. Nos demais grupos humanos, a secreção da lactase (uma enzima essencial para essa digestão) é perdida depois da lactância infantil, e por esta razão muitas culturas têm uma "aversão culinária" ao leite e seus derivados. Somente em algumas partes da Ásia ou da África se consomem habitualmente produtos lácteos, e seu consumo é mais difundido no norte da Europa e nas zonas do mundo com significativa presença migratória de origem naquelas regiões, como os Estados Unidos da América e a Austrália. Estima-se que quase 96% dos europeus do norte e entre 50% e 75% dos africanos, indianos, habitantes do Oriente Médio e europeus do leste são capazes de digerir a lactose, enquanto quase todos os nativos americanos e asiáticos são incapazes de digeri-la.
A antropologia cultural tentou explicar o fenômeno a partir da resposta dos grupos humanos à exposição distinta ao sol nas diferentes latitudes. De fato, os laticínios são considerados uma das principais conquistas da evolução cultural: a maior parte da lactose do leite desaparece para ser convertida em outros componentes mais digeríveis depois da fermentação láctea que se produz na sua elaboração. As razões evolutivas adicionais estão ligadas ao equilíbrio com outro nutriente essencial que, como a lactose, ajuda na absorção do cálcio: a vitamina D, que é sintetizada pelo organismo na presença de luz solar. Os povos pastoris do norte europeu, com um sol fraco que não se levanta muitas vezes no horizonte, viviam a maior parte do ano sob céus cobertos e protegidos por roupas que lhes tapavam quase por completo a pele, além de não terem fácil acesso a outras fontes de cálcio (verduras, por exemplo). Teriam seu desenvolvimento comprometido se não tivessem acesso ao cálcio oriundo do leite líquido junto com a lactose, que desempenha o papel cumprido pela vitamina D, sintetizada em grandes quantidades graças à luz solar abundante em outras latitudes. Em situação oposta, povos secularmente dedicados ao pastoreio, como os hebreus, árabes, gregos, sudaneses e culturas da Ásia Meridional, que apresentavam altos índices de intolerância à lactose, desenvolveram tradicionalmente a elaboração e o consumo de produtos lácteos fermentados em vez do leite líquido não fermentado.
Na alimentação na Grécia Antiga, o leite (grego γάλα, gála) era bebido por camponeses, mas quase não era empregado em preparações culinárias. A manteiga (grego βοὐτυρον, boúturon) era conhecida, mas também pouco consumida: os gregos consideravam seu uso uma característica dos trácios ao norte do mar Egeu, aos quais o poeta cômico Anaxandridas chamou de "comedores de manteiga". Por outro lado, apreciavam os laticínios. Servia-se como sobremesa algo que deveria assemelhar-se ao iogurte, em grego πυριατή. Sobretudo, o queijo, (grego τυρός, túros), de cabra ou de ovelha, era um alimento básico. Vendia-se em diferentes lugares, conforme fossem frescos ou não, custando os primeiros dois terços do preço dos segundos. Comia-se o queijo sozinho ou misturado com mel e legumes. Era ingrediente da preparação de um bom número de pratos, incluídos os de pescados. A única receita preservada é a do cozinheiro siciliano Mithaikos.
A "carne e o leite" formam parte da tradição judaica da culinária kosher e se dividem em três categorias : fleishig (carne e produtos a base de carne), milchig (leite e produtos derivados) e o parveh (alimentos neutros, reunidos na categoria dos demais alimentos permitidos). Uma grande quantidade de regras governa a cozinha e a gastronomia judia nestas três categorias. Desta forma, o 'fleishig e o milchig' não podem ser combinados, diferentemente do que ocorre com os ingredientes 'parveh' devido a sua posição neutra. A observância de não misturar carne com leite (ou produtos lácteos) é chamada de "basar be halab".
Os laticínios foram denominados "carnes brancas" e eram acessíveis às classes mais humildes durante a Idade Média, chegando a ser uma das fontes mais importantes de lipídios e proteínas. O queijo chegou a ser popular devido ao seu baixo preço. Conservava-se durante períodos razoáveis de tempo e podia ser facilmente transportado. À medida que as sociedades se industrializaram e começou-se a incorporar a refrigeração aos meios de transporte, os laticínios e o leite puderam ser levados a lugares distantes das zonas de produção. Este fenômeno fez com que o consumo crescesse durante o século XIX e o século XX. A invenção da pasteurização ajudou a aumentar os períodos de vencimento dos produtos e o êxito dos laticínios se uniu ao aumento de produtividade da cadeia de leite no norte da Europa. Sabe-se que a demanda por laticínios cresceu em áreas urbanas desde o século XVII e que chegou a ser um meio de alimentação muito importante para os trabalhadores industriais e que as autoridades sanitárias logo começaram a controlar sua qualidade. No século XIX, desenvolveram-se novos laticínios: aparecem o leite concentrado e o leite vaporizado, que permitem melhor transporte até à zona de consumo e melhor conservação.
O século XX é a época em que o leite e os laticínios experimentaram forte expansão em seu consumo em todo o planeta. Avanços nos métodos artificiais de ordenha, alimentação e na seleção artificial de espécies, progressos tecnológicos nos processos de transporte e refrigeração, fizeram com que se produzisse uma paradoxal "sobreprodução" (paradoxal porque se começava a produzir mais leite com menos vacas). Ao mesmo tempo, surgiram debates sérios sobre seus valores nutricionais adequados a uma dieta saudável.

## Características
As características físicas e químicas dos laticínios são testadas em muitas casos de forma similar às do leite, empregando-se, por exemplo, os lactômetros para medir a densidade específica. Não obstante, a elaboração dos laticínios é diferente de acordo com o processo que se tenha realizado; por exemplo, alguns deles são submetidos à fermentação láctea (um exemplo são os iogurtes), outros ao contrário sofrem um processo mecânico de concentração de seu conteúdo gorduroso (manteigas). Às vezes, é possível um processo combinado de fermentação e maturação (queijos). Estes processos mudam a composição e concentração inicial de certos macronutrientes e micronutrientes, dependendo do laticínio em questão.

### Conteúdo proteico
Grande parte dos laticínios provêm do processamento do leite de vaca que é composto principalmente de água com um conteúdo aproximado de 4,8% de lactose, 3,2% de proteínas, 3,7% de lipídios e 0,19% de conteúdo não proteico, bem como 0,7% de cinzas. As principais famílias de proteínas no leite são as caseínas, as proteínas do soro de leite e as imunoglobulinas. Quase 80% das proteínas são caseínas. As caseínas ({\displaystyle \alpha _{s1}}-, {\displaystyle \alpha _{s2}}-, {\displaystyle \beta }- e {\displaystyle \kappa }-) e as proteínas do soro do leite diferem-se quanto às suas propriedades fisiológicas e biológicas. As caseínas formam complexos denominados micelas com o cálcio. As proteínas do soro de leite formam glóbulos principalmente com a α-lactalbumina e a β-lactoglobulina. Ambas formam parte constituinte de 70–80% do total de proteínas do soro do leite. O resto são imunoglobulinas, glicomacropeptídeos, serum albuminas, lactoferrina e numerosas enzimas. O leite é uma fonte rica de peptídeos biologicamente ativos (muitos dos quais sobrevivem às condições do trato intestinal).

### Conteúdo gorduroso
O conteúdo gorduroso do leite de vaca é um complexo de lipídios que existe em forma de glóbulos microscópicos (1-4 μm) é uma espécie de emulsão óleo-água ao longo da estrutura do leite. A grande maioria dos lípidos lácteos são triglicérides ou ésteres dos ácidos graxos combinados com glicerol (97–98%), e a menor parte destes são fosfolipídios
(0.2–1%), esteróis livres (0.2–0.4%) e traços de ácidos graxos livres. Quase 62% da gordura do leite possui tipos menores de ácidos graxos, 30% de ácidos monoinsaturados (ácido oleico), 4% de ácidos poliinsaturados e 4% de tipos menores de ácidos graxos. O conteúdo de colesterol nos produtos lácteos está diretamente relacionado com a concentração de ácidos graxos, de forma que na manteiga existem 200 mg de colesterol para cada 100 gramas do produto (razão pela qual é aconselhável ingeri-la em pequenas quantidades).

### Carboidratos e outros

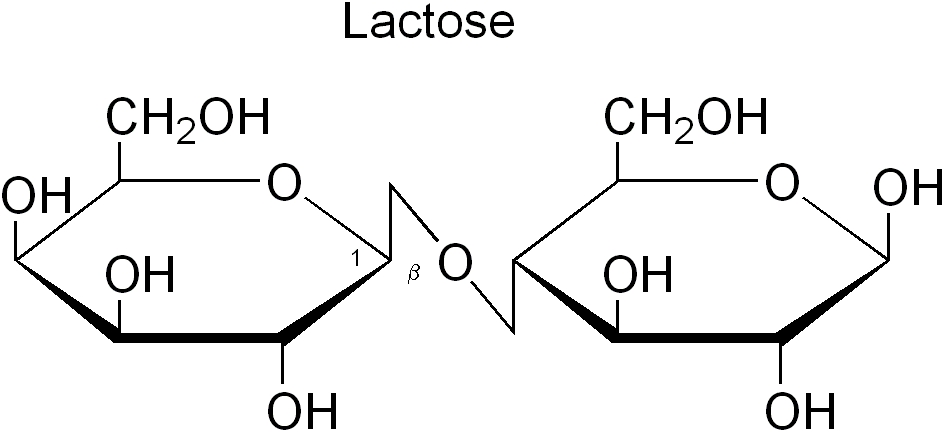
Estrutura química da lactose

O principal carboidrato do leite é a lactose (em proporção de 5%). Trata-se de um dissacarídeo formado a partir da galactose e da glicose. A lactose forma quase 54% do total dos conteúdos não gordurosos sólidos do leite. Proporciona de igual forma 30% do conteúdo calórico do leite. Quando o leite azeda, a lactose se converte em ácido láctico. A lactose não é solúvel em água. Além disso, em condições favoráveis, pode servir como principal substrato na fermentação de alguns lácteos. Junto com seu alto aporte proteico, o leite contém ainda minerais vitais e vitaminas. Como uma fonte importante de minerais, pode-se dizer que aporta principalmente cálcio, fósforo, magnésio, potássio e traços de outros elementos como o zinco. Em muitos países, especialmente na Europa, o leite é a principal fonte de cálcio da dieta humana chegando a cobrir de 60 a 80% do total do cálcio consumido. Nos países do norte da Europa, onde a quantidade de luz solar é muito reduzida, o leite e os laticínios são a maior fonte de vitamina D da dieta.

## Análise dos laticínios

Ordenha de leite

Os produtos lácteos são analisados com o objetivo de determinar a qualidade e as propriedades dos mesmos em contraste com sua vida de consumo. Os produtos lácteos podem ser analisados por métodos químicos, físicos, microbiológicos e sensoriais. As técnicas físicas e químicas são utilizadas com freqüência para determinar a composição e qualidade do leite, investigando a presença ou ausência de adulteradores. Os métodos microbiológicos são empregados quando o analista está interessado em pesquisar somente a qualidade do leite. As técnicas sensoriais são utilizadas para determinar a qualidade do leite, assim como a aceitabilidade dos produtos. Uma análise de um produto lácteo costuma incluir um estudo sobre os sólidos em suspensão, proteínas, gorduras, energia, cinzas, níveis de acidez, gravidade específica, e os elementos específicos que podem ser: lactose, sódio, potássio, cálcio, cloro, fosfatos, citrato, conservantes e antibióticos, microorganismos adicionados, resíduos de detergente, resíduos orgânicos e microorganismos. A análise dos laticínios em sua grande maioria é exclusiva de certos lácteos, como, por exemplo, a medida de conteúdo gorduroso da manteiga, a análise física de queijos, a determinação de umidade nos iogurtes etc.

### Organizações reguladoras
Muitos dos componentes no leite e nos produtos lácteos podem ser analisados por métodos padrões aprovados pela International Dairy Federation (IDF). Em dezembro de 2000, a IDF e o órgão para a padronização denominado International Organization for Standardization (ISO) começaram a publicar padrões para a análise de lácteos. Alguns dos métodos de análise são publicados também sobre os auspícios da Association of Official Analytical Chemists (AOAC). A análise dos laticínios é importante, já que numerosos microorganismos e elementos químicos podem arruinar a higiene, assim como as propriedades organolépticas dos laticínios. Alguns países têm organizações reguladoras próprias, como é o caso dos Estados Unidos com o American Dairy Products Institute, organização que depende da FDA (Food and Drug Administration), no caso da Europa existe a EDA (European Dairy Association) que se encarrega de representar os interesses da indústria láctea.

### Métodos de análise
O processo de análise é segue passos que dependem, em grande medida, do tipo de lácteo:
- Tomada de amostras - O objetivo deste primeiro passo é obter de uma dada partida uma amostra representativa do lácteo para que se possa comprovar a partir dela suas características físico-químicas. Para realizar corretamente esta operação, a amostra será homogeneizada convenientemente empregando-se procedimentos manuais ou mecânicos adequados a cada caso.
- Determinação de gorduras - A definição do conteúdo de gordura dos leites naturais, certificados, higienizados e esterilizados, como a porcentagem em massa das substâncias determinadas pelo procedimento descrito na norma FIL-1A: 1969 da Federação Internacional de Laticínios.[24] O conteúdo de gordura é determinado pela análise gravimétrica, mediante a extração de gordura numa solução alcoólico-amoníaca do tipo de leite de que se trate, mediante éter etílico e éter de petróleo, evaporação dos dissolventes e posterior pesagem do resíduo resultante, segundo o princípio da método de Röse-Gottlieb.
- Determinação de proteínas - A determinação do conteúdo proteico do leite, bem como dos laticínios, é expressa como o conteúdo percentual em peso de nitrogênio multiplicado por um fator de conversão determinado pelo método descrito na norma FIL-20: 1962 da Federação Internacional de Laticínios (denominado também como método de Kjeldahl). O método de Kjeldahl é realizado com uma quantidade já previamente pesada de lácteo tratado com ácido sulfúrico em presença de mercúrio II óxido (HgO) que age como catalisador com o objetivo de transformar o nitrogênio dos compostos orgânicos em nitrogênio amoniacal. O amoníaco liberado pela adição de hidróxido de sódio é destilado e recolhido em uma solução de ácido bórico. Depois disso, quantifica-se o amoníaco.
- Determinação da lactose - Entende-se por conteúdo de lactose de um lácteo o conteúdo em lactose monoidratada expresso em porcentagem de peso e determinado pelo procedimento descrito na norma FIL-28: 1964 da Federação Internacional de Laticínios.
- Determinação do extrato seco - O extrato seco dos laticínios consiste no resíduo expresso em porcentagem de peso, considerando como resíduo o produto obtido depois de efetuada a dessecação do leite do leite que tenha sido tratado mediante o procedimento que corresponde à norma FIL-21: 1962 da Federação Internacional de Laticínios. O método consiste na tomada de uma amostra conhecida de lácteo que se desseca a temperatura constante até que se obtenha um peso constante. O peso da amostra final obtido depois da dessecação é o extrato seco.
- Determinação de cinzas – O conteúdo em cinzas de um lácteo é o produto final resultante da incineração do extrato seco, expresso em porcentagem de peso. O extrato seco é incinerado a uma temperatura determinada (dependente do lácteo) e numa corrente lenta de ar.
- Determinação da acidez – Define-se a acidez como o conteúdo de ácidos, expresso em gramas de ácido láctico em 100 ml de lácteo.[25] Esta medida indica a qualidade do leite e dos tratamentos feitos nele.
- Determinação da umidade – Entende-se por umidade do leite em pó o conteúdo de água livre, ou seja, a perda de peso, expressa em porcentagem de peso, determinada pelo procedimento descrito na norma FIL-26: 1964 da Federação Internacional de Laticínios.

### Microbiologia
Alguns dos laticínios passam por processos de fermentação láctea, inclusive a fermentação alcoólica como pode ser o caso do koumiss, ou uma combinação das duas fermentações: fermentação heteroláctea. No ano de 1857 Louis Pasteur descobriu que alguns organismos são responsáveis pela fermentação láctea e em 1884, ele isolou ao microscópio alguns destes organismos. É essa a razão pela qual a fermentação faz com que existam microorganismos tais como: levaduras (do gênero Saccharomycetes), bactérias (geralmente do gênero cocci) e fungos (Oidium lactis freqüente nos cremes, Cladosporium) em alguns dos alimentos lácteos. As levaduras e bactérias são organismos unicelulares, enquanto os fungos são pluricelulares. Estes cultivos lácteos são objeto de análise por parte da indústria láctea não somente com o objetivo de manter a segurança e os níveis de qualidade, mas também porque a concentração destes organismos afeta as propriedades organolépticas de alguns lácteos. Alguns dos organismos responsáveis pela fermentação são os Bacillus acidi lactici. A bactéria responsável pelo sabor ácido do leite é a Bacterium lacti (além dos fungos). Estas bactérias se encarregam de transformar alguns hidratos de carbono em ácido lácteo, ácido propiônico, ácido lácteo (dependendo da quantidade de ar que tenha participado do processo), traços de ácido butírico (procedente de uma certa actividade de fermentação butírica).
Muitos dos processos de manipulação do leite para chegar a produzir lácteos necessitam de higiene extrema com o objetivo de não chegar a contaminar o produto final. Por outra lado, uma esterilização excessiva poderia eliminar parte dos organismos responsáveis pelas fermentações. É por essa razão que o processo debe ser supervisionado rigorosamente a partir de um ponto de vista microbiológico: um dos controles mais básicos é o da vigilância da temperatura. Às vezes, o leite inclui bactérias indesejáveis como pode ser o Streptococcus mastitidis procedente de infecções dos úberes das vacas, que podem ser transmitidos aos produtos lácteos.

## Tipologia dos lácteos
Existem muitas categorizações dos laticínios (para uma lista completa confira a categoria correspondente). uma das classificações mais intuitivas resulta da classificação dos subprodutos resultantes do leite cru, tal como se pode mostrar no seguinte gráfico:
|          |          |          |          |                |                |                |                |                  |                  |                  |                  |                  |                  | leite cru   |             |             |             |  |  |        |        |               |        |          |          |          |          |                 |                 |                 |                 |                       |                       |                       |                       |                       |                       |  |  |  |  |  |  |  |  |  |  |  |  |  |  |  |  |  |  |  |  |  |  |
|          |          |          |          |                |                |                |                |                  |                  |                  |                  |                  |                  |             |             |             |             |  |  |        |        |               |        |          |          |          |          |                 |                 |                 |                 |                       |                       |                       |                       |                       |                       |  |  |  |  |  |  |  |  |  |  |  |  |  |  |  |  |  |  |  |  |  |  |
|          |          |          |          |                |                |                |                |                  |                  |                  |                  |                  |                  |             |             |             |             |  |  |        |        |               |        |          |          |          |          |                 |                 |                 |                 |                       |                       |                       |                       |                       |                       |  |  |  |  |  |  |  |  |  |  |  |  |  |  |  |  |  |  |  |  |  |  |
|          |          |          |          | Creme de leite | Creme de leite | Creme de leite | Creme de leite | Creme de leite   | Creme de leite   |                  |                  | leite em pó      | leite em pó      | leite em pó | leite em pó | leite em pó | leite em pó |  |  | Queijo | Queijo | Queijo        | Queijo | Queijo   | Queijo   |          |          | leite desnatado | leite desnatado | leite desnatado | leite desnatado | leite desnatado       | leite desnatado       |                       |                       |                       |                       |  |  |  |  |  |  |  |  |  |  |  |  |  |  |  |  |  |  |  |  |  |  |
|          |          |          |          | Creme de leite | Creme de leite | Creme de leite | Creme de leite | Creme de leite   | Creme de leite   |                  |                  | leite em pó      | leite em pó      | leite em pó | leite em pó | leite em pó | leite em pó |  |  | Queijo | Queijo | Queijo        | Queijo | Queijo   | Queijo   |          |          | leite desnatado | leite desnatado | leite desnatado | leite desnatado | leite desnatado       | leite desnatado       |                       |                       |                       |                       |  |  |  |  |  |  |  |  |  |  |  |  |  |  |  |  |  |  |  |  |  |  |
|          |          |          |          |                |                |                |                |                  |                  |                  |                  |                  |                  |             |             |             |             |  |  |        |        |               |        |          |          |          |          |                 |                 |                 |                 |                       |                       |                       |                       |                       |                       |  |  |  |  |  |  |  |  |  |  |  |  |  |  |  |  |  |  |  |  |  |  |
| manteiga | manteiga | manteiga | manteiga | manteiga       | manteiga       |                |                | Gorduras lácteas | Gorduras lácteas | Gorduras lácteas | Gorduras lácteas | Gorduras lácteas | Gorduras lácteas |             |             |             |             |  |  |        |        |               |        | Caseínas | Caseínas | Caseínas | Caseínas | Caseínas        | Caseínas        |                 |                 | leite desnatado em pó | leite desnatado em pó | leite desnatado em pó | leite desnatado em pó | leite desnatado em pó | leite desnatado em pó |  |  |  |  |  |  |  |  |  |  |  |  |  |  |  |  |  |  |  |  |  |  |
| manteiga | manteiga | manteiga | manteiga | manteiga       | manteiga       |                |                | Gorduras lácteas | Gorduras lácteas | Gorduras lácteas | Gorduras lácteas | Gorduras lácteas | Gorduras lácteas |             |             |             |             |  |  |        |        |               |        | Caseínas | Caseínas | Caseínas | Caseínas | Caseínas        | Caseínas        |                 |                 | leite desnatado em pó | leite desnatado em pó | leite desnatado em pó | leite desnatado em pó | leite desnatado em pó | leite desnatado em pó |  |  |  |  |  |  |  |  |  |  |  |  |  |  |  |  |  |  |  |  |  |  |
|          |          |          |          |                |                |                |                |                  |                  |                  |                  |                  |                  |             |             |             |             |  |  |        |        |               |        |          |          |          |          |                 |                 |                 |                 |                       |                       |                       |                       |                       |                       |  |  |  |  |  |  |  |  |  |  |  |  |  |  |  |  |  |  |  |  |  |  |
|          |          |          |          |                |                |                |                |                  |                  |                  |                  |                  |                  |             |             |             |             |  |  |        |        | Soro de leite |        |          |          |          |          |                 |                 |                 |                 |                       |                       |                       |                       |                       |                       |  |  |  |  |  |  |  |  |  |  |  |  |  |  |  |  |  |  |  |  |  |  |

O leite cru é um elemento altamente perecível e por é por esta razão por que é tratado logo nas primeiras etapas da produção para que seja possível conservá-lo. Um dos métodos de conservação é a "diminuição de conteúdo aquoso" ou "secado" (liofilização) do leite cru mediante o emprego de tecnologias ou de aplicação de calor (evaporadores) ou de membranas. A operação é realizada até que o conteúdo sólido chegue a 40% ou 50%.

### Lácteos sem fermentação
Muitos dos laticínios que não são expostos a um processo de fermentação são comercializados nos mercados da Europa e América e são empregados como   alimentos básicos, tal como podem ser o leite, a manteiga e o creme. Todos eles são alimentos processados do leite, seja por separação de seus conteúdos graxos, dessecação (extração de água para a obtenção de leites em pó), adição de nutrientes etc.

#### Leite

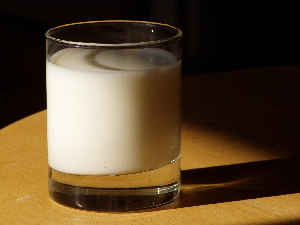
Copo de leite

O leite fresco e natural (leite cru) depois de ter sido ordenhado passa por processos alimentares como a homogeneização (distribuição de gordura ao longo de toda a estrutura do produto por igual, evitando coágulos desagradáveis de gordura) e a  pasteurização (encarregada de reduzir os cultivos bacterianos potencialmente perigosos). Do leite assim tratado é feita uma série de subprodutos não fermentados que são:
- Creme de leite ou nata (que não deve confundir-se com a nata que se forma ao ferver o leite), é uma porção do leite com grande conteúdo de gorduras; esta alta concentração se deve à separação gravimétrica que se realiza quando o leite se deixa repousar, até chegar a 20% de concentração de gorduras.[31] no  leite existe um equilíbrio de 50% de gordura e proteínas, enquanto que na nata a proporção é de 10 a 1.[3] Em alguns países da Europa oriental toma-se um creme em forma de nata montada procedente do leite de búfalo de água denominado Kaymak.
- Concentrados de leite: dentro desta categoria se encontram o leite em pó (liofilizado), o leite condensado (leite do qual se retirou água, acrescentando uma grande quantidade de açúcar) e o leite evaporado (inventado por Nicolas Appert no ano de 1795). Todos estes subprodutos do leite foram tratados com o objetivo de aumentar seu período de conservação e para que possam ser armazenados durante longos períodos de tempo. Alguns leites em pó não podem ser armazenados por mais de 12 meses e aqueles leites que possuem pouco conteúdo em gordura requerem um cuidado especial no processo de manufatura.[32] A maioria dos concentrados de leite é empregada na indústria da fabricação de chocolates e confeitos ou forma parte de doces como é o caso do doce de leite.
- leites funcionais, que são aqueles cujo conteúdo nutricional natural é alterado de forma artificial com o objetivo de poder ser destinado a cobrir as carências nutritivas de um setor da população. Exemplos de leites funcionais são o leite maternizado (leite de vaca alterado para a lactância humana), leite com reforço de cálcio e vitamina D (fixador natural de cálcio nos ossos), de omega-3 etc.

Em algumas sociedades rurais, desde tempos ancestrais, o leite é tratado termicamente de forma caseira depois de ordenhado com o objetivo de eliminar a atividade enzimática existente e poder conservar melhor suas propriedades durante um período de tempo maior; desta forma se  realizava um tratamento térmico simples que deu lugar ao  leites escaldados (como, por exemplo, o Khoya indiano). São igualmente comercializados leites com diversos sabores: morango, chocolate, baunilha etc. com o objetivo de fazer a ingestão do leite mais atrativa para os setores mais jovens da população.

#### Manteiga e margarina

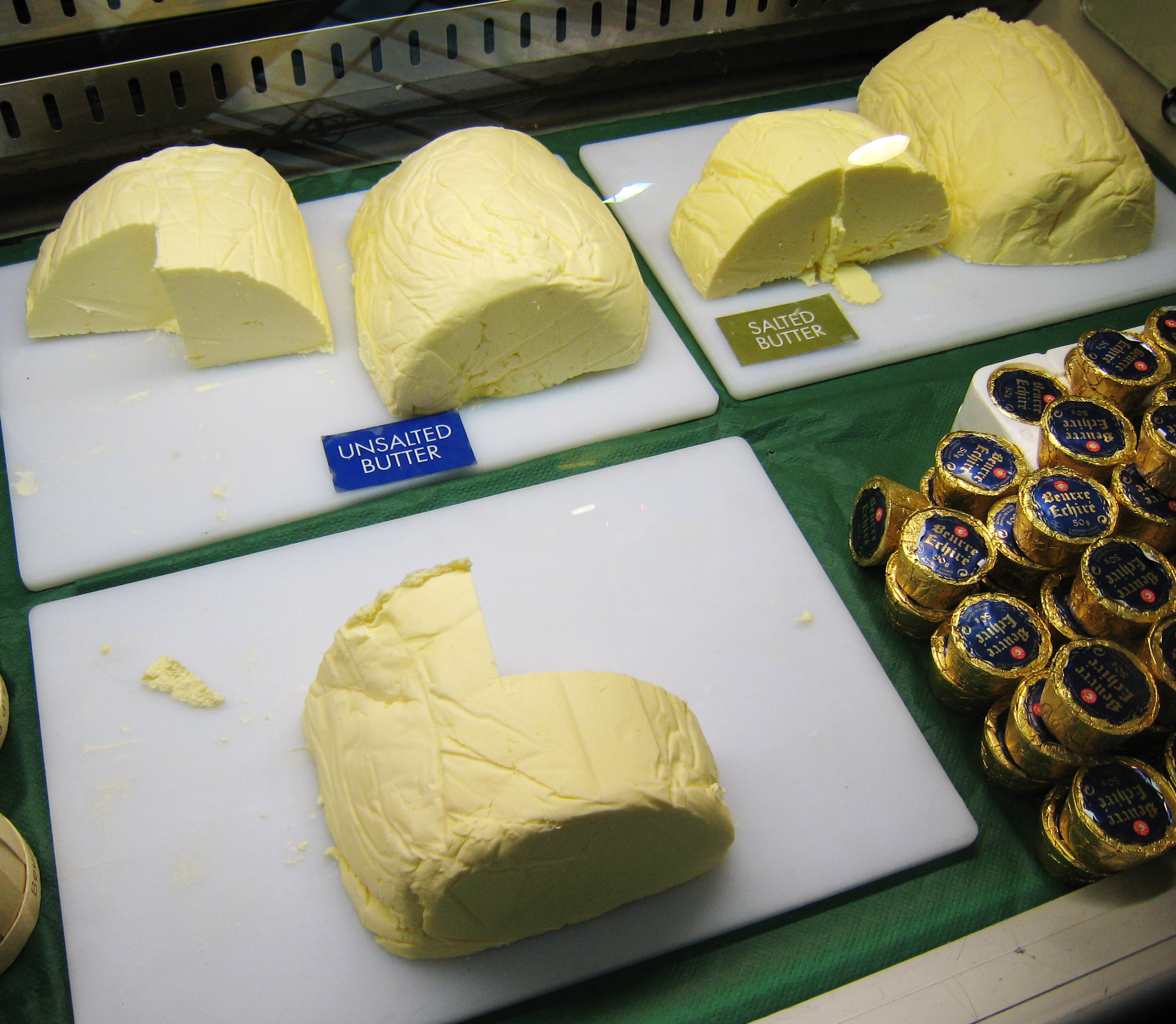
Manteiga no mercado de Borough

A manteiga é um produto básico que não pode faltar numa cozinha moderna. a elaboração da manteiga é simples, mas trabalhosa: agita-se um recipiente contendo  creme (com 36-44% de gorduras) até que os glóbulos de gordura se rompam e percam sua estrutura globular. Existem diversos tipos de manteigas dependendo dos processos de elaboração. Nas  versões salgadas da manteiga se adiciona sal com o fim de aumentar a vida do produto, ao mesmo tempo que se potencializa o seu sabor. Em regra, denomina-se a manteiga "não salgada" de doce. A maioria das manteigas e margarinas são conservadas a temperaturas de +5 °C. Outra das características da manteiga é a sua cor: a elaborada no  inverno possui uma cor pálida, enquanto a de verão é mais amarela. Para fazer que a manteiga de inverno tenha  cor mais intensa se adiciona um corante natural denominado anatto procedente de uma planta denominada bixa orellana.
A margarina não é tecnicamente um lácteo, ou seja, não é um produto proveniente do leite, mas sim dos óleos vegetais, porém costuma-se incluí-la na "seção de laticínios" dos supermercados, bem como em muitos estudos teóricos sobre este produto. Esta denominação de margarinas e similares sob a categoria de "produtos gordurosos para untar" faz com que algumas margarinas apareçam  misturadas com leite como a "Bregott". Estas margarinas misturadas possuem  80% de conteúdo graxo, dos quais entre 70 e 80% consistem em gordura de leite e o resto (20 – 30%) de gorduras vegetais líquidas. A forma de manufatura é muito similar à realizada com a manteiga. Na Suécia é vendida uma margarina denominada "Lätt & Lagom" que possui baixo teor de gordura (igualmente misturada com gorduras lácteas). algumas margarinas modernas são elaboradas mediante um processo industrial denominado "TetraBlend". Existem derivados (ou produtos adulterados) similares às manteigas e margarinas como podem ser as oleomargarinas, que possuem uma quantidade de glicerídeos (trioleína) procedentes de gordura animal similares a de seus substitutos.
A manteiga clarificada é um subproduto da manteiga elaborado depois de fundi-la a temperaturas moderadas (entre 40 e 60 °C), para que depois de um tempo de repouso se chegue a separar por decantação a fase aquosa da gordura. Este tipo de manteiga é empregado na cozinha indiana e denomina-se ghee e na cozinha marroquina, o smen. Caracteriza-se por possuir um forte aroma que se propaga pelos pratos conferindo-lhes um  sabor característico. Seu uso na cozinha como "gordura de fritura" é muito habitual, já que aguenta melhor altas temperaturas do que a manteiga (possui um maior ponto de fumaça).
O soro de manteiga (denominado buttermilk em inglês, lit. 'leite de manteiga') é a parte aquosa restante da elaboração da manteiga. Difere ligeiramente em composição do leite cru, contendo grandes quantidades de ácido lácteo e água. O sabor característico do soro de manteiga procede principalmente do ácido lácteo presente nele.

#### Sobremesas geladas

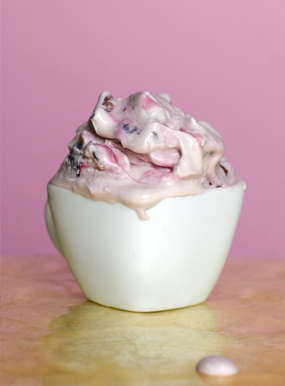
Sorvete (amanteigado)

O sorvete (amanteigado) é outro produto lácteo que destaca alguma das propriedades de creme de leite, só que a baixa temperatura em que se serve o sorvete faz com que algumas propriedades como a "cremosidade" fiquem encobertas pelo estado sólido do sorvete. Sua aparição data do século XVII, quando era elaborado a partir de sucos de frutas. Desde que no ano 1913 se inventou nos Estados Unidos a primeira Sorveteira, o sorvete converteu-se num alimento muito popular. Do ponto de vista analítico, um sorvete é um potencial portador de bactérias patogênicas que deve ser extremamente supervisionado pela indústria de sorvetes. Apesar de que as relativas baixas temperaturas não fazem crescer as populações bacterianas, elas permitem o transporte das mesmas ao estômago dos possíveis consumidores, podendo causar contaminações alimentares na população se a cadeia de produção de sorvetes não for devidamente supervisionada.
Consideram-se produtos lácteos não somente os sorvetes, mas qualquer sobremesa gelada que contenha uma  porcentagem elevada (acima de 40%) de outros lácteos. Dentro desta categoria se encontra incluído o iogurte gelado. Tecnicamente um sorvete é uma espuma congelada. Um exemplo de sobremesa congelada é o iogurte (denominado também Froyo como uma abreviatura de Frozen yogurt - iogurte gelado) servido em regra como uma alternativa de menor conteúdo calórico que os gelados. De igual forma, tem-se o leite gelado e os cremes gelados (Frozen custard em inglês) ou o Gelato italiano. Em algumas ocasiões, o sorbete é considerado um lácteo (possui um conteúdo próximo a 2% de leite).

#### Outros lácteos não fermentados
São comercializados diversos produtos derivados de extratos de caseína empregados para a elaboração de produtos derivados de laticínios. A proteína do soro de leite em um pó solúvel na água que provém dos restos da indústria de queijo, por exemplo, costuma ser comercializada como suplemento para musculação e de nutrição desportiva.

### Lácteos com fermentação
Uma das propriedades do leite permite sua própria preservação: o próprio leite têm cultivos lácticos que permitem converter seus açúcares em ácidos, permitindo desta forma que o leite possa preservar-se durante períodos de tempo maiores. Este processo faz com que as propriedades do leite mudem substancialmente dando lugar a uma nova gama de produtos: produtos fermentados do leite graças à ação das bactérias da família Lactobacillales (bactérias do ácido láctico). algumas populações como a dos escandinavos possuem uma grande tradição no uso de produtos lácteos fermentados. Em regra, são produzidos no leite três tipos de fermentações: a primeira é uma fermentação láctica, a partir da qual as bactérias lácticas consomem os açúcares do leite; a segunda ataca os albuminoides do leite y a terceira se denomina fermentação butírica e ataca as gorduras.
Os leites fermentados possuem um grau de fermentação médio e podem dividir-se em duas categorias: iogurtes e cremes de manteiga, entre os quais se incluem o cremes azedos (como o Crème fraiche ou o Smetana, muito popular nas cozinhas eslavas). Numerosos efeitos positivos sobre a flora intestinal foram demonstrados como decorrentes do consumo de leites fermentados. Em alguns casos, as bactérias empregadas na fermentação do leite correspondem aos mesófilos denominados: Lactococcus lactis subsp. lactis/cremoris/diacetilactis e a  Leuconoctoc cremoris, que trabalham a temperaturas entre 20 e 30 °C durante períodos de tempo entre as 16 e 20 horas. Todos os produtos lácteos contêm bactérias lácticas vivas, a menos que se tenha feito sua pasteurização depois da fermentação.

#### Iogurte

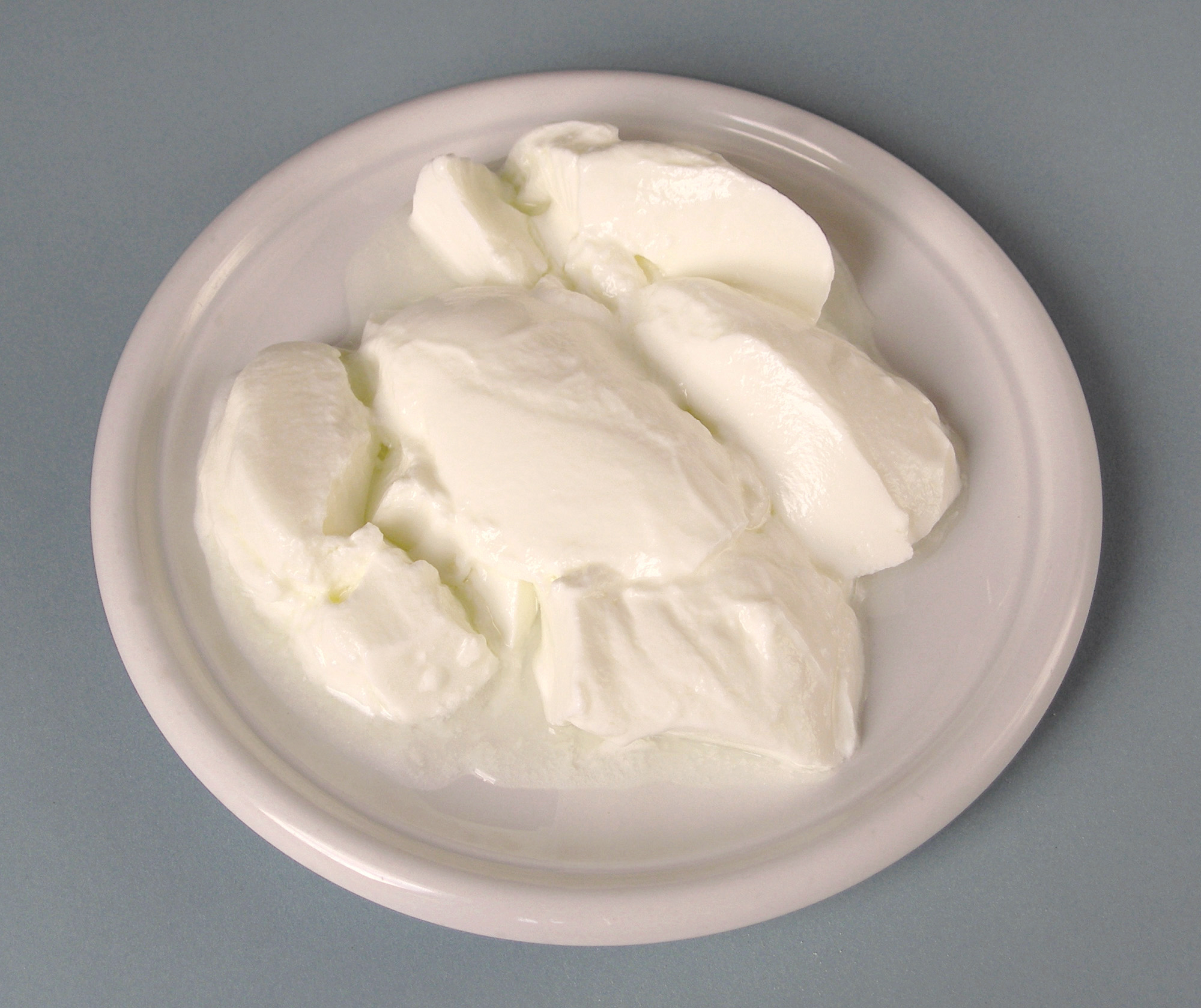
Iogurte espalhado em um prato.

Yoğurt é a palavra turca para "leite" que tenha sido fermentado até conseguir uma forma final de massa semi-líquida. O iogurte permaneceu desconhecido em grande parte da   Europa até que o Nobel concedido ao imunólogo Ilya Metchnikov (professor do Instituto Pasteur de Paris que obteve o Prêmio Nobel de Fisiologia e Medicina em 1908) atribuiu a longevidade de algumas etnias em países como a Bulgária, Rússia ou França ao consumo deste lácteo. O emprego do iogurte é muito difundido em algumas gastronomias do Mediterrâneo Oriental, onde se emprega como ingrediente principal de alguns pratos e bebidas muito populares (ayran). Na Índia se consume o Lassi, que é uma espécie de iogurte que se toma bebido. Uma lenda europeia menciona que o iogurte (e o kefir) nasce nas ladeiras setentrionais do monte Elbrus no Cáucaso.
Desde a década de 1950 o consumo de iogurtes com sabores de frutas cresceu sem parar. Todos os iogurtes possuem como característica comum terem sido fermentados a partir do leite com bactérias acidófilas como o Streptococcus thermophilus e o Lactobacillus delbrueckii subsp. bulgaricus, todos eles presentes no leite. A fermentação se leva a cabo a temperaturas entre os 30 °C e 43 °C durante um intervalo de tempo que vai desde 2,5 até  20 horas. A seleção do cultivo define o tiempo de fermentação e a estrutura e sabor finais do produto. Os preparados de frutas são adicionados ao iogurte (numa proporção de 15% de seu peso) depois da fermentação e justamente antes de seu embalamento.

#### Queijo

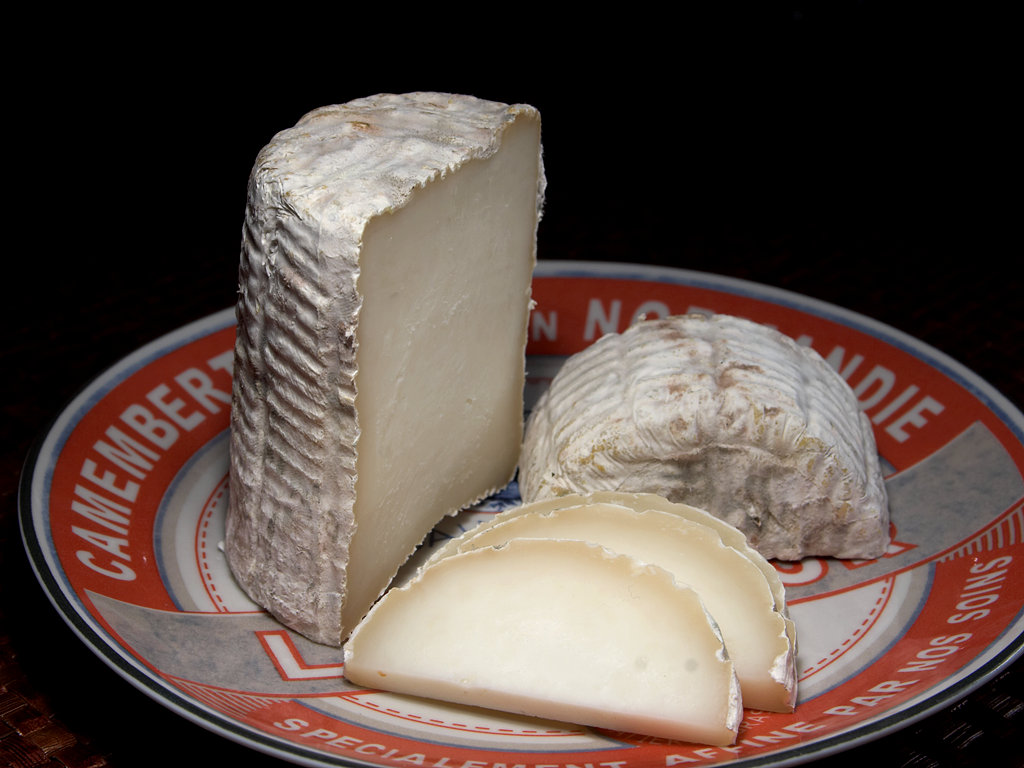
Queijo

O queijo é um alimento sólido elaborado a partir do leite  fermentado e coalhado de   vaca, cabra, ovelha, búfalo, camela e outros mamíferos. É talvez o laticínio mais antigo da  história do consumo humano. O leite é induzido a coalhar-se usando uma combinação de coalho (ou algum substituto) e acidificação. O queijo se compõe de 35-55% de água na qual estão dissolvidos 10-40% de proteínas e 4-5% de sais. As bactérias se encarregam de acidificar o leite, tendo também um papel importante na definição da textura e do sabor da maioria dos queijos. Alguns também contém mofos, tanto na superfície exterior como no interior. O queijo é um sólido que aporta principalmente proteínas (caseína). As concentrações proteicas no queijo podem chegar a ser 10 vezes superiores às do leite cru. O processamento artificial do queijo pode chegar à produção do que se denomina de queijo processado (muito popular nos Estados Unidos). Nas cozinhas do Oriente Médio, empregam-se às vezes misturas de queijo e iogurte na elaboração de sanduíches e tostados: o Labneh.
Algumas variantes de queijos frescos empregados como alimento lácteo para untar são:
- Queijo cottage – São assim chamados os queijos não maturados, sejam escaldados ou não, de alta umidade interior, que possuem textura branda ou suave, algo granular ou cremosa, preparado com leite desnatado coagulado com enzimas e/ou por cultivos lácticos. Um exemplo é a ricota de origem italiana.
- queijo cremoso - é um queijo jovem e suave que se prepara ao unir um coalho seco de requeijão com uma mescla cremosa de leite. À diferença do queijo cottage, o requeijão é ligeiramente  doce. O coalhe seco de requeijão tem um conteúdo de gordura inferior a 0,5 %. Contudo, o requeijão deverá ter um conteúdo de gordura não inferior a 4%. Um exemplo deste tipo de queijo é o quark empregado na cozinha alemã.

#### Outros fermentos lácteos
Dependendo do cultivo das bactérias empregado na fermentação láctica, é possível obter diferentes produtos lácteos, alguns dos quais são os mais populares na gastronomia dos Balcãs, como o kumis e o kéfir que empregavam diversos cultivos de bactérias: Lactococcus, Leuconostoc, Lactobacillus, o acetobacter e as levaduras que lhes proporcionam sabores e aromas característicos. O kéfir é tecnicamente uma bebida espumosa efervescente que, em geral, é elaborada a partir de leite integral tratado termicamente a temperatura de 95 °C. Possuiu em seu corpo grânulos gelatinosos de 2–15 mm de diâmetro que são compostos por uma mistura de microorganismos agrupados. Na Suécia, um dos produtos lácteos mais populares é o filmjölk, elaborado com cultivos mesófilos da Lactococcus lactis e Leuconostoc mesenteroides. Alguns produtos lácteos empregam leite de animais como o cavalo, por exemplo, a cozinha mongol, na qual fermentam o leite de cavalo em uma bebida que recebe o nome de airag.
Alguns alimentos probióticos (denominados também "lácteos probióticos") são considerados laticínios devido ao fato de que são produzidos a partir de leite fermentado com gêneros de Lactobacillus e Bifidobacterium. Alguns destes gêneros crescem bem no leite; outros devem ser estimulados em torno dos monossacarídeos. Algumas destas bebidas probióticas são muito populares, tal como o Yakult no Japão e o actimel. Ambas empregam na sua fermentação cultivos de Lactobacillus casei. Em alguns países nórdicos é possível ver nos supermercados mesclas de lácteos fermentados com sumos de frutas em seu interior. Alguns lácteos como o matzoon são usados na gastronomia da Armênia e outros, como o laban egípcio e o dadhi indiano são uma mistura de leite fermentado com nata.
Os alimentos prebióticos (favorecem o crescimento ou atividade da flora intestinal no cólon) e os simbióticos (mescla dos probióticos e dos prebióticos) são considerados alimentos lácteos. Os prebióticos introduzem cultivos exógenos no organismo e raramente são digeridos no trato superior do intestino, devido em parte à ausência de enzimas capazes de romper as ligações de hidrogênio dos monossacarídeos e desta forma atuam como fibras digestivas que são digeridas no cólon.

## Posturas sociais
Os laticínios têm suscitado polêmicas sociais a respeito da origem do leite e, desta forma, há grupos sociais que evitam seu consumo por motivos éticos; como é o caso de alguns tipos de vegetarianos, em especial os ovovegetarianos (que não comem carnes ou produtos lácteos, mas ovos sim) e os  vegetarianos estritos, que se nutrem exclusivamente de alimentos de origem vegetal (rechaçando portanto o consumo de ovos, lácteos e mel).
| Nome da Dieta          | Consumo de Lácteos |
| ---------------------- | ------------------ |
| Ovolactovegetarianismo | Sim                |
| Lactovegetarianismo    | Sim                |
| Ovovegetarianismo      | Não                |
| Vegetarianismo Estrito | Não                |

Outros grupos sociais abandonam o consumo de produtos lácteos por sensibilidade em relação aos animais lactantes, mostrando com estas ações sua repulsa aos sistemas de ordenha automática e à inclusão de antibióticos para evitar a infecção das mamas do animal durante o processo.
Alguns evitam seu consumo por razões de consciência ambiental, que podem ser suscitadas pela indústria láctea e alguns setores econômicos conexos: a criação industrial de gado produz muitos resíduos poluentes. De acordo com um relatório da Organização das Nações Unidas para Agricultura e Alimentação em 2010, o setor lácteo respondia por 4% das emissões globais de gases do efeito estufa causadas pelo homem.
Outros evitam a ingestão de alguns produtos lácteos devido principalmente a imperativos ou preceitos religiosos. Pode-se encontrar entre os muçulmanos praticantes certos produtos lácteos permitidos (halal). O leite é aconselhado no Corão (azora XVI, aleya 66); também se permitem os queijos (sempre que se tenha empregado as enzimas adequadas em sua elaboração), e iogurtes e cremes (sempre que se tenham incorporado aditivos alimentares halal). No judaísmo também é estabelecida uma distinção entre quais produtos lácteos devem ser ou não consumidos e se descreve seu consumo apropriado na Torá. Às vezes, dão-se prescrições culinárias exatas ("a carne de um cabrito não deve ser cozinhada no leite de sua mãe" - Bíblia, Êxodo 23:19 e 34:26 e Deuteronômio 14:21). As normas que selecionam a idoneidade do produto lácteo se circunscrevem ao cashrut e às vezes chegam a ser muito estritas, como é o caso do processo denominado chaslav Yisrael, praticado em Israel.
Há ainda os que rechaçam seu consumo por motivos de saúde pública ou pela preocupação social com seus possíveis efeitos sobre a saúde (câncer, efeitos de intolerância, alergias etc).

## Questões sobre a saúde

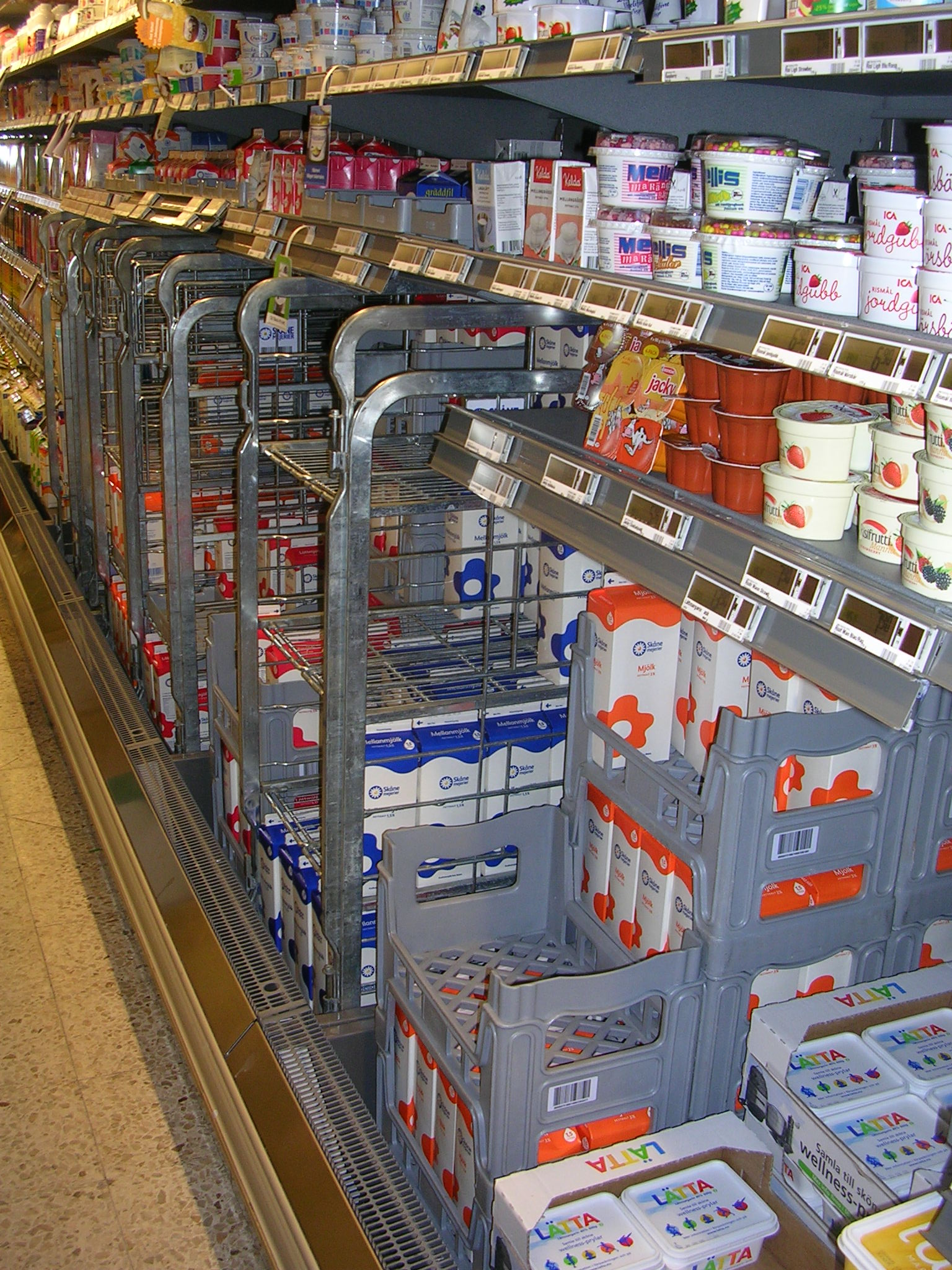
Oferta de lácteos em supermercado do Ocidente.

### Nutrição
Do ponto de vista nutricional, os produtos lácteos se caracterizam em regra pela grande quantidade de cálcio mineral que podem aportar ao organismo, proteínas de alta qualidade, vitaminas A e D. O fato de que o cálcio esteja unido à proteína caseína e ao conteúdo de vitamina D, pode fazer que este cálcio seja mais biodisponível (ver também: metabolismo do cálcio). Contudo, muitos cientistas continuam investigando o papel dos laticínios na prevenção da osteoporose e hoje não está claro se são realmente benéficos. Recentemente descobriu-se que as proteínas, sobretudo as de origem animal, produzem perda de cálcio devido ao ácido úrico que se gera como resíduo do metabolismo do nitrogênio presente en seus aminoácidos. Por este motivo, muitos especialistas insistem para que não se confie demais na ingestão de lácteos como prevenção contra a osteoporose, mas sim na maneira de impedir a perda de cálcio, levando uma dieta adequada acompanhada de exercício físico. Cerca de 98% do cálcio que existe no corpo humano se armazena nos ossos. A deficiência deste nutriente faz com que a densidade dos ossos diminua degenerando numa osteoporose. O consumo de lácteos como fonte de cálcio pode servir para prevenir enfermidades cujos efeitos são uma deficiência de cálcio, ainda que a absorção de cálcio em uma dieta seja de 300 miligramas por dia, já que o resto é excretado e abandonado pelo corpo, apesar de ser recomendada uma dose diária de 800 mg (aproximadamente dois copos de leite diários). Os produtos lácteos são igualmente fontes de potássio Pôde-se comprovar em alguns estudos que o consumo de proteínas do leite (caseína) pode reduzir a hipertensão arterial bem como um fortalecimento das paredes do intestino delgado, o que redunda numa melhora da saúde.
Entre os aportes dos laticínios à nutrição se encontra o conteúdo de colesterol exógeno que aportam ao organismo ao serem consumidos. Os laticínios são um produto de origem animal e portanto são uma fonte de colesterol. Seu consumo elevado durante longos períodos de tempo demonstrou fazer subir os índices de colesterol no sangue.

### Intolerâncias
Os laticínios produzem em algumas partes da sociedade alergias e intolerâncias como a intolerância à lactose (deficiência de uma enzima denominada: lactase). Por esta razão, são desenhadas dietas especiais para cobrir estas ausências de produtos derivados do leite: geralmente se substituem com tofu ou derivados de legumes (empregados devido a seu conteúdo de cálcio numa tentativa de equilibrar a ausência deste elemento ao eliminar da dieta os laticínios). Em alguns casos a deficiência de lactase pode ser minorada por meio do consumo de lácteos devido a sua existência neste tipo de produtos (costuma-se adicionar antes da fermentação). Outro caso de enfermidade é a galactosemia, que se trata de uma enfermidade genética que gera uma deficiência enzimática com incapacidade de utilizar o açúcar simples galactose, o qual provoca uma acumulação desta dentro do organismo, produzindo lesões no fígado e no sistema nervoso central. Esta patologia requer uma dieta na qual se eliminem o leite e os produtos lácteos. Alguns segmentos da população apresentam intolerâncias a alguns componentes existentes em concentrações diversas nos produtos lácteos. Este problema pode ser evitado com a retirada do mercado de produtos com propriedades  hipoalergênicas.

### Enfermidades e contaminações
As autoridades encarregadas da segurança alimentar, bem como a sociedade, preocupam-se desde meados do século XIX com todas as possíveis doenças transmitidas pelo leite e seus derivados. Os avanços na pasteurização facilitaram o trabalho de controle por parte das autoridades. Há uma especial preocupação em evitar possíveis envenenamentos por Staphylococcus, salmonelose, febre tifóide, febre escarlate, brucelose. Já no século XXI, há especial supervisão de possíveis contaminações por  Escherichia coli O157:H7 (provoca nos humanos fortes diarreias), bem como contaminação por campilobacteriose. Existem, no entanto, outros efeitos fisiológicos induzidos pelo consumo de produtos lácteos e que se podem traduzir, por exemplo, no agravamento dos enfermos de asma ka que estes possuem ligeiros efeitos broncoconstritores. Em alguns casos houve possibilidade de contágio da febre de Malta transmitida por leite e laticínios procedentes das cabras e de outros mamíferos.
Nem todos os produtos lácteos são igualmente suscetíveis de produzir intoxicações alimentares; por exemplo, a manteiga possui um baixo risco, enquanto os iogurtes e sorvetes têm alto grau de contaminação. Têm-se demonstrado a possibilidade de transmissão a humanos da  febre aftosa por meio dos produtos lácteos. Grande parte da contaminação microbacteriana se produz durante o processamento dos laticínios depois da pasteurização e alguns setores da indústria de laticínios estabeleceram diversos pontos de checagem nos quais são realizados rigorosos controles bacterianos (um dos métodos mais conhecidos é o: Hazard Analysis Critical Control Points -HACCP).

### Dietas
Há, cada dia mais, pessoas que por razões sociais ou de consciência diante de alimentos que ingerem, decidem voluntariamente não consumir lácteos. Seu consumo elevado durante um período maior que 6 meses mostrou fazer subir os índices de colesterol no sangue. De igual forma, os Pitagóricos na Antiguidade foram lacto-vegetarianos, e na Índia, os seguidores de algumas religiões como o Sikhismo evitam o consumo dos laticínios, sendo para eles um alimento tabu.

## Conservação e manipulação
Os produtos lácteos possuem diferentes graus, capacidades e necessidades de conservação. A capacidade de conservação afeta por igual, no caso dos laticínios, tanto a qualidade como a segurança dos mesmos. Pode-se dizer que, com exceção do queijo e dos leites em pó, desenhados para serem armazenados por longos períodos de tempo, quase todos eles são produtos alimentícios altamente perecíveis que devem ser conservados rigorosamente resfriados. Em regra, os métodos de conservação empregados na indústria de laticínios concentram-se na pasteurizacção (controle bacteriano mediante HTST), o controle da temperatura (controle dos processos enzimáticos mediante a supervisão da cadeia de frio) e no desenho das embalagens (controle físico que garante a atmosfera interior e hermeticidade). Alguns avanços na conservação de laticínios empregam as embalagens em atmosferas de  CO2, que se demonstraram muito eficientes em alguns casos. Os leites, cremes, iogurtes e sorvetes são  oferecidos devido a estas razões em conservas  convenientemente embaladas e são armazenadas nas zonas refrigeradas dos supermercados e lojas de conveniência.
Alguns laticínios devem manter a cadeia de frio a todo o momento, até o momento de serem consumidos. É por essa razão que convém por os laticínios na parte central do refrigerador doméstico e supervisionar as temperaturas nas quais são armazenados, conferindo a data de vencimento dos produtos antes de consumi-los. A temperatura é específica para cada um dos produtos lácteos, por exemplo, a maioria das manteigas e margarinas se conservam bem a temperaturas de +5 °C.

## Lácteos na cozinha

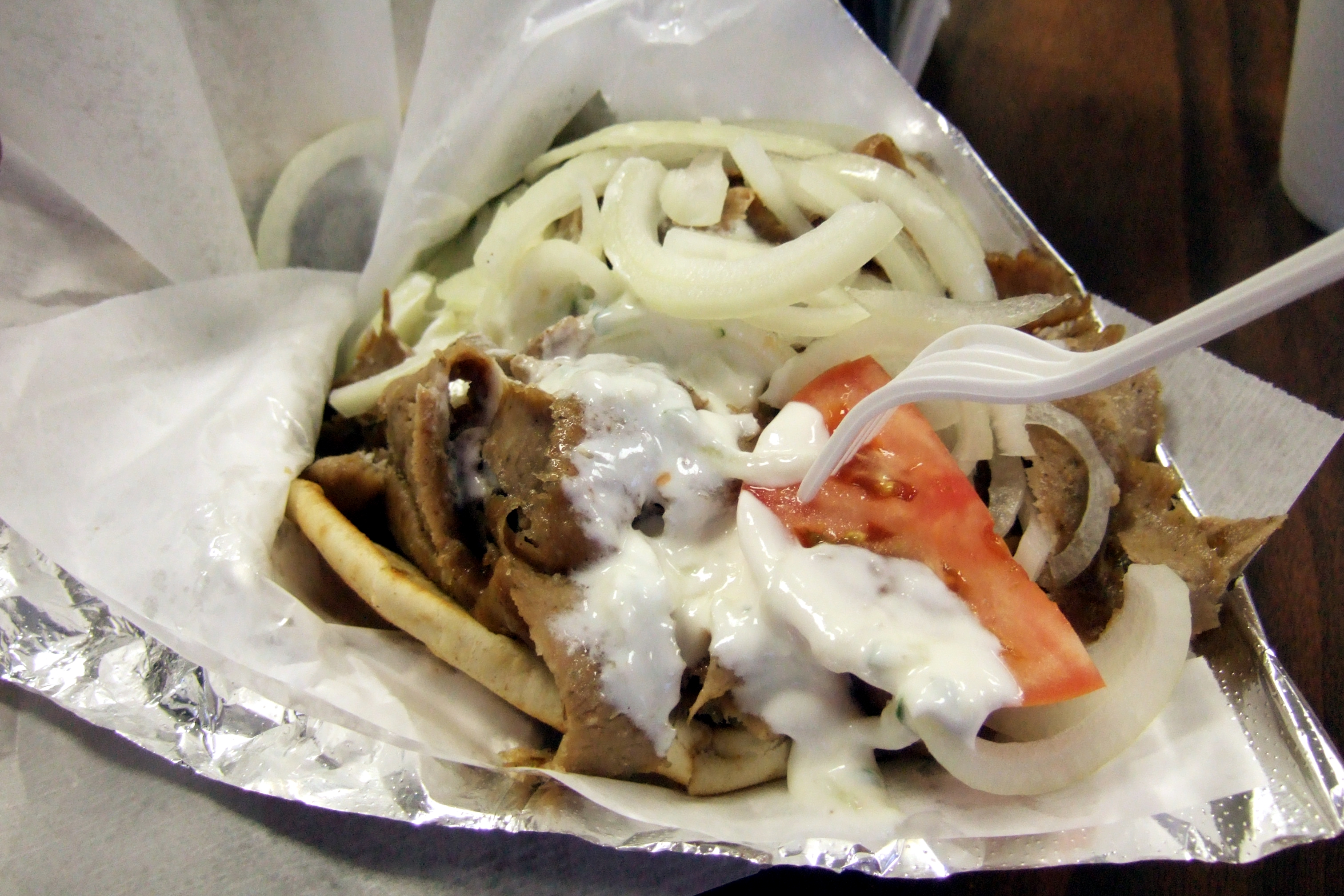
Um gyros com molho tzatziki elaborada a base de iogurte.

Muitas das gastronomias do mundo empregam os laticínios seja como ingrediente ou como acompanhamento de pratos principais. São empregados na elaboração de algumas preparações como:
- Molhos e Dips - o tzatziki elaborado com iogurte grego, o molho holandês, o molho de nozes etc. A manteiga participa como ingrediente de numerosas receitas de molhos franceses.
- Como ingrediente no preparo de saladas e de diversos pratos. O iogurte (mesclado com   vinagre) é usado no preparo de saladas; o queijo queijo parmesão em finas 'escamas' acompanha  carpaccios de carne e alguns pratos de pasta italianos.
- Elaboração de diversos aperitivos.
- Como ingredientes de doces e sobremesas diversas. Um dos mais conhecidos é o sorvete, mas participam de numerosos cremes elaborados em confeitaria.
- Em algumas gastronomias como do Tibet se toma chá com manteiga de leite de iaque, tratando-se de um chá de sabor salgado. Na cozinha paquistanesa também há chás elaborados com a combinação de diversos produtos lácteos.

Nas cozinhas ocidentais, os laticínios fazem parte de alguns desjejuns: pode ser o muesli, iogurte com frutas secos etc. algumas das cozinhas asiáticas o empregam em suas preparações culinárias, tal como se pode observam em alguns pratos elaborados na cozinha indiana e turca. Em alguns países do leste da Europa, como na Polônia, existiam durante o período soviético bares especiais nos quais se serviam laticínios.  A popularidade destes produtos é maior nas regiões frias do norte europeu. Na Islândia é bebida nacional o Skyr, que é uma bebida (empregada às vezes como molho) com baixo teor de gordura.

## Comércio mundial dos laticínios
O comércio internacional dos derivados do leite conheceu um rápido incremento desde meados do século XX devido a melhoras no transporte e na capacidade de conservação e manutenção da cadeia de frio. Ao que parece, a Ásia, no início do século XXI, é a região que consome mais laticínios. Além disso, é também a área que mais importa laticínios devido ao fato de que suas compras superam a metade das importações mundiais. Esta tendência no mercado de laticínios é nova e inverteu o ocorrido no século XX, quando o volume de produção era liderado principalmente pelos Estados Unidos e União Europeia. Não obstante,  evolução do mercado de laticínios dependente do tipo de lácteos, pois a demanda de manteiga não é paralela á de queijos, e às vezes, ocorrem desvios de mercado.
Os mercados de laticínios se especializaram em diferentes produtos processados a partir do leite e se distinguem uns dos outros pelas siglas correspondentes inglês. Desta forma, têm-se o leite desnatado em pó (do inglês: nonfat dry milk que se abrevia nos mercados como NDM), o leite em pó (do inglês: whole milk powder que se abrevia nos mercados como WMP) e o queijo. Os mercados possuem diferentes características de produção e demanda dependendo do laticínio. Assim, no início do  século XXI, os maiores mercados de queijo são Japão e Rússia, enquanto o leite desnatado em pó é mais popular na Nova Zelândia e Estados Unidos; sendo o queijo o laticínio típico na Europa, devido à sua forte demanda.

## Tendências futuras
Os laticínios experimentam um forte crescimento em seu consumo desde meados do século XX. É certo que as tendências futuras vão na linha da elaboração de lácteos com aditivos dietéticos, o que se denomina alimento funcional. Uma das variantes mais recentes é a adição de omega-3 e estanoles (benecol para reduzir a absorção do colesterol em pessoas que os ingerem). O emprego de laticínios fortalecidos com  vitamina D para que seja possível melhorar a absorção de cálcio que deve ir para os ossos começa a ser uma realidade. Muitas pesquisas estão sendo realizadas sobre a linha de produção, aumentando a qualidade do produto de base: o leite.
Pesquisam-se atualmente produtos lácteos com baixo teor de colesterol. Nesta linha, procuram-se soluções para reduzir o conteúdo de colesterol, além de fortificar os produtos lácteos com ácido linoleico. Outros produtos fermentados com texturas similares aos laticínios que estão segundo pesquisados são os iogurtes de soja; este tipo de produto evita algumas das características dos laticínios.